# 凹籽远志
凹籽远志（学名：Polygala umbonata）为远志科远志属下的一个种。

## 扩展阅读
- 維基物種上的相關：凹籽远志